# Lunds närradioförening
Lunds närradioförening sände närradio på 99,1 MHz från Lund och via slavsändare i Dalby. Föreningar som sände genom Lunds närradioförening var bland andra Radio AF och Radio Lund. 2023 har Rock FM och Utrikespolitiska föreningen sändningstillstånd för närradio på frekvensen.